# Joaquín
Joaquín Sánchez Rodríguez, cunoscut ca Joaquín (n. 21 iulie 1981, El Puerto de Santa María, Spania) este un fost fotbalist spaniol care a evoluat pe postul de mijlocaș dreapta. Ultima echipă a sa a fost Real Betis.

## Carieră

### Betis
Joaquín s-a născut în El Puerto de Santa María, provincia Cádiz. În 1999-2000 și-a început cariera de senior, apărând în mod regulat pentru Real Betis B (după ce a petrecut cinci ani în rândul tinerilor), deoarece în cele din urmă a fost retrogradat din divizia a treia; în sezonul următor s-a mutat la prima echipă, făcându-și debutul profesionist pe 26 august 2000 și având un impact imediat - 38 de meciuri și trei goluri - după ce Andaluzii s-au întors în La Liga după un an.
Ulterior, Joaquín a adunat peste 200 de apariții oficiale pentru Betis în următorii cinci ani, asistând și notând deopotrivă. În perioada 2004-2005 a jucat în toate jocurile marcând de cinci ori și a adăugat trei goluri în Copa del Rey: în ultimul, deoarece finala a fost jucată pe stadionul Vicente Calderón, la 11 iunie 2005, a jucat 90 minute plus prelungiri, deoarece Betis a câștigat cu 2-1 împotriva lui CA Osasuna.
La sfârșitul lunii iulie 2006, după o conversație cu Joaquín, președintele lui Betis, José León, a declarat că jucătorul l-a convins să rămână la club pentru încă un an. "M-a surprins foarte mult", a recunoscut el. "Am venit să-l conving și, dimpotrivă, m-a convins", a adăugat el. La jumătatea lunii august, jucătorul a provocat șoc la club, declarând în cadrul unei conferințe de presă intențiile sale de a pleca.

### Valencia
Joaquín a plecat la Valencia la sfârșitul lunii august 2006 pentru suma de 25 de milioane de euro, făcându-l cea mai scumpă achiziție a clubului până la acea dată, deoarece jucătorul a încheiat un contract de cinci ani, cu alegerea unei noi prelungiri de un an. În primul său an, a jucat 35 de meciuri și a marcat cinci goluri, pe măsură ce echipa de pe Mestalla a ajuns în rundele de calificare ale Ligii Campionilor.
În 2009-10, Joaquín a început să se confrunte cu o concurență rigidă pentru o dana de plecare, fiind contestată de tânărul Pablo Hernández; în timpul campaniei - Valencia a jucat, de asemenea, în UEFA Europa League - ambii jucători au primit aproximativ același număr de minute și au obținut un total de goluri similare.
Odată cu plecarea lui David Villa la FC Barcelona, lui Joaquín i-sa oferit tricoul cu numărul 7 pentru 2010-11.

### Málaga
La 24 iunie 2011, Joaquín a părăsit Valencia și a semnat pentru Malaga timp de trei ani, pe o sumă de 4 milioane de euro. A făcut debutul pentru club pe 28 august într-o deplasare de 1-2 împotriva lui FC Sevilla și și-a deschis contul într-un alt derby local, o victorie cu 4-0 împotriva lui Granada CF.

### Fiorentina
La 13 iunie 2013, în vârstă de aproape 32 de ani, Joaquín s-a mutat pentru prima oară în străinătate, acceptând un acord de trei ani cu ACF Fiorentina din Italia. Și-a făcut debutul său oficial pentru noua sa echipă pe 29 august, într-o înfrângere cu 0-1 împotriva lui Grasshopper Club Zürich pentru runda playoff a Ligii Europei.

### Revenirea la Betis
La 31 august 2015, Joaquín s-a întors la primul său club, Betis, semnând un contract de trei ani.

## Statistici carieră
La 7 februarie 2019.
| Sezon   | Club       | Ligă               | Meciuri | Goluri | Asisturi | Cup   | Meciuri | Goluri | Asisturi | Europe | Meciuri | Goluri | Asisturi |
| ------- | ---------- | ------------------ | ------- | ------ | -------- | ----- | ------- | ------ | -------- | ------ | ------- | ------ | -------- |
| 1999–00 | Betis B    | Segunda División B | 27      | 2      | ?        |       | -       | -      | -        |        | -       | -      | -        |
| 2000–01 | Betis      | Segunda División   | 38      | 3      | ?        |       | ?       | ?      | ?        |        | -       | -      | -        |
| 2001–02 | Betis      | La Liga            | 34      | 4      | 9        |       | ?       | ?      | ?        |        | -       | -      | -        |
| 2002–03 | Betis      | La Liga            | 37      | 9      | 12       |       | ?       | 2      | ?        |        | 5       | 1      | 0        |
| 2003–04 | Betis      | La Liga            | 36      | 7      | 12       |       | ?       | 1      | ?        |        | -       | -      | -        |
| 2004–05 | Betis      | La Liga            | 38      | 5      | 15       |       | 9       | 0      | 0        |        | -       | -      | -        |
| 2005–06 | Betis      | La Liga            | 35      | 3      | 6        |       | 4       | 0      | 0        |        | 12      | 0      | 3        |
| 2006–07 | Valencia   | La Liga            | 35      | 5      | 3        |       | 2       | 0      | 0        |        | 8       | 0      | 2        |
| 2007–08 | Valencia   | La Liga            | 34      | 3      | 4        |       | 8       | 4      | 0        |        | 7       | 0      | 4        |
| 2008–09 | Valencia   | La Liga            | 31      | 4      | 6        |       | 5       | 1      | 2        |        | 4       | 1      | 1        |
| 2009–10 | Valencia   | La Liga            | 27      | 2      | 4        |       | 4       | 1      | 0        |        | 11      | 3      | 2        |
| 2010–11 | Valencia   | La Liga            | 29      | 4      | 7        |       | 3       | 0      | 1        |        | 6       | 1      | 1        |
| 2011–12 | Málaga     | La Liga            | 23      | 2      | 3        |       | 2       | 1      | 0        |        | -       | -      | -        |
| 2012–13 | Málaga     | La Liga            | 34      | 4      | 6        |       | 1       | 1      | 1        |        | 10      | 3      | 1        |
| 2013–14 | Fiorentina | Serie A            | 26      | 2      | 6        |       | 5       | 1      | 1        |        | 6       | 2      | 0        |
| 2014–15 | Fiorentina | Serie A            | 23      | 2      | 3        |       | 3       | 0      | 1        |        | 8       | 0      | 1        |
| 2015–16 | Betis      | La Liga            | 30      | 1      | 5        |       | 2       | 0      | 0        |        | -       | -      | -        |
| 2016–17 | Betis      | La Liga            | 28      | 3      | 4        |       | -       | -      | -        |        | -       | -      | -        |
| 2017–18 | Betis      | La Liga            | 35      | 4      | 7        |       | 1       | 0      | 0        |        | -       | -      | -        |
| 2018–19 | Betis      | La Liga            | 16      | 2      | 0        |       | 6       | 1      | 1        |        | 4       | 0      | 1        |
| Total   | Total      | Total              | 616     | 71     | 112      | Total | 55      | 13     | 7        | Total  | 81      | 11     | 16       |